# Liste von Persönlichkeiten aus Carona TI
Diese Liste enthält in Carona TI geborene Persönlichkeiten und solche, die in Carona TI ihren Wirkungskreis hatten, ohne dort geboren zu sein. Die Liste erhebt keinen Anspruch auf Vollständigkeit.

## Persönlichkeiten
(Sortierung nach Geburtsjahr)

### Ab 1350 bis 1500

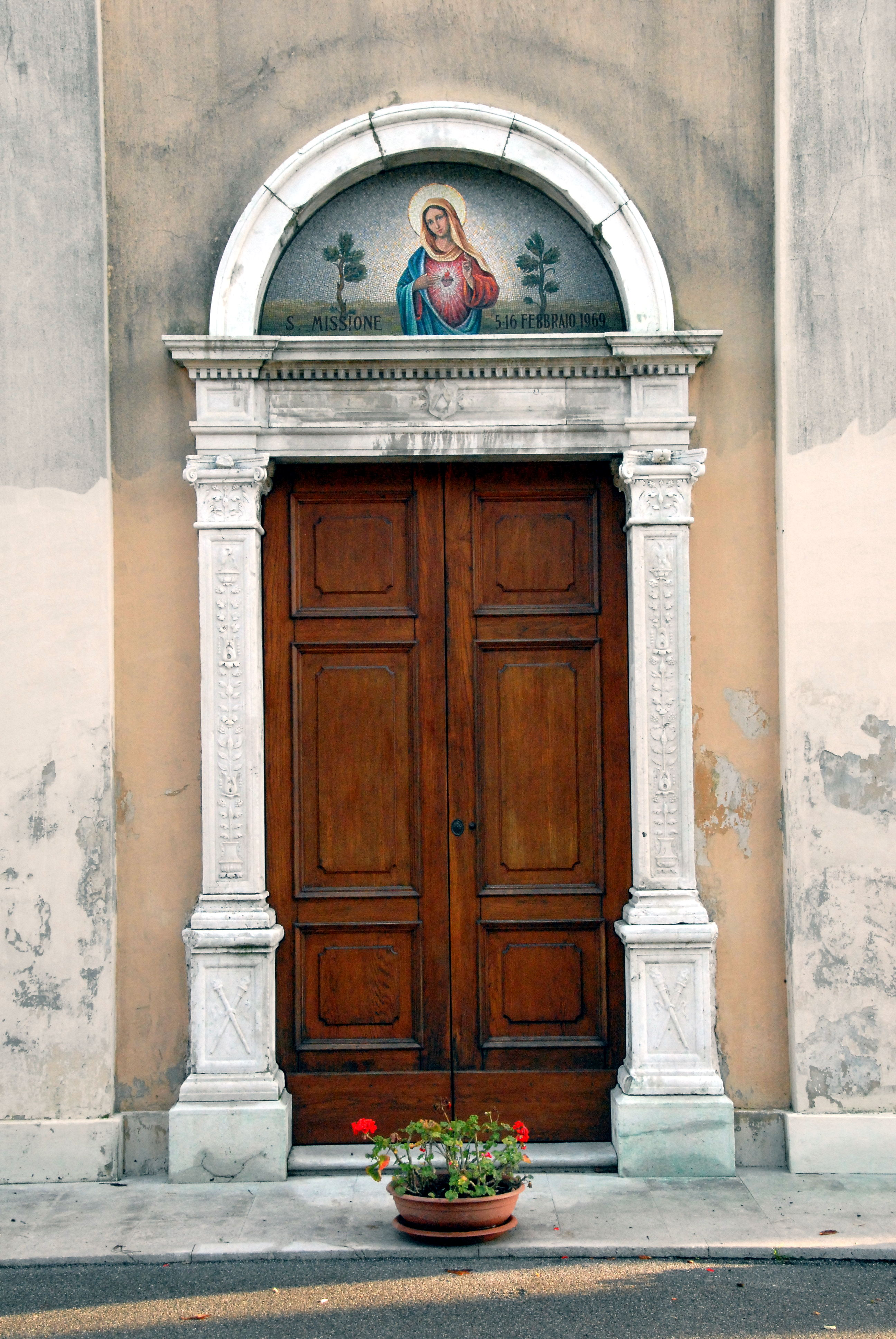
Rivignano: Portal von Pilacorte zur Kirche Heiliger Jakob in Ariis

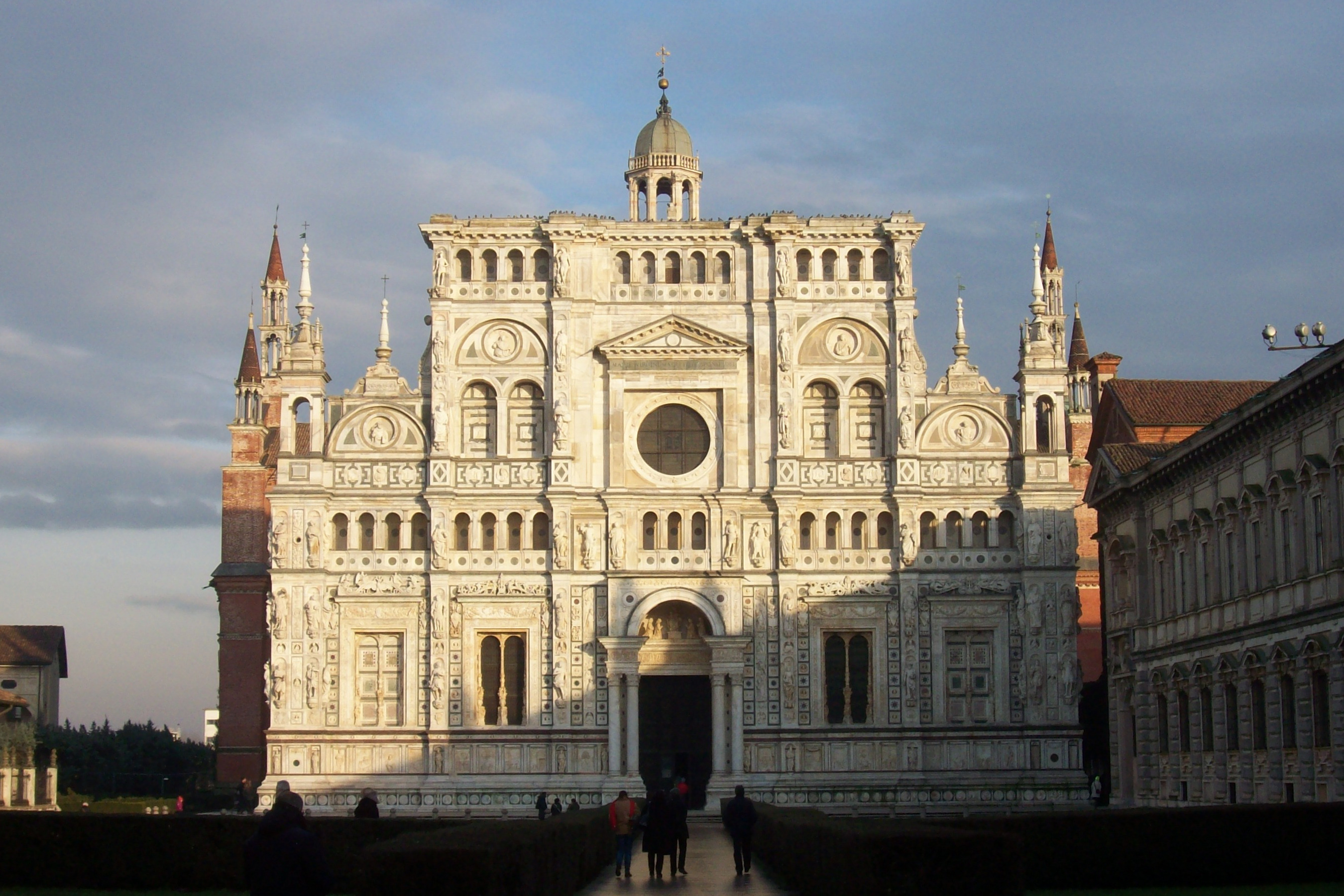
Certosa di Pavia

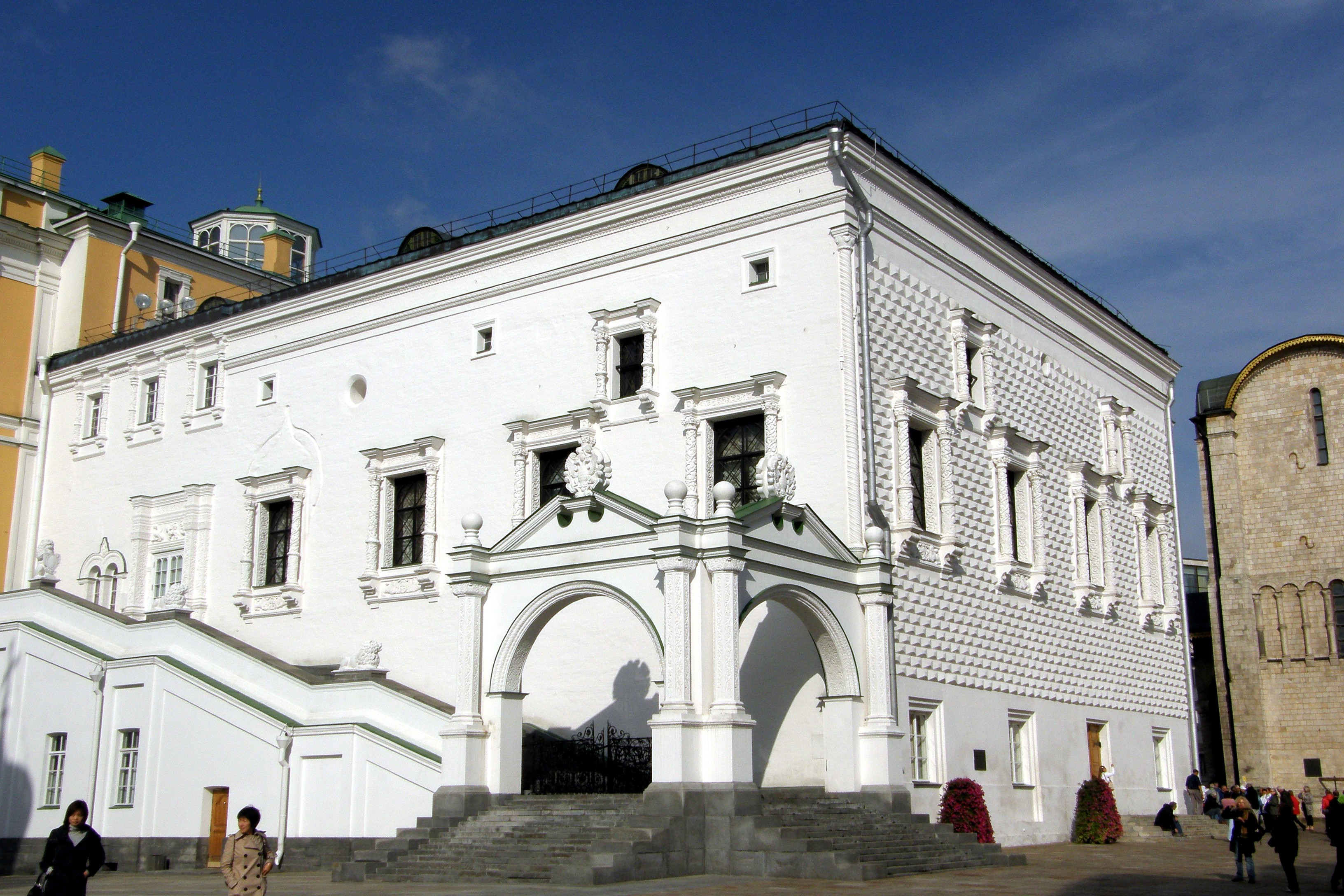
Moskauer Kreml, Facettenpalast

- Alberto da Carona (* um 1350 in Carona; † nach 1387 in Mailand), Bildhauer tätig am Mailänder Dom[1][2]
- Lafranco (* um 1355 in Carona; † nach 1390 ebenda ?), Bildhauer tätig am Mailänder Dom[3]
- Francesco de Carona (* um 1360 in Carona; † um 1400 ?), Bildhauer in Spanien[4]
- Cristoforo da Ciona (* um 1370 in Ciona, Ortschaft der Gemeinde Carona; † nach 1415 in Mailand ?), Bildhauer am Mailänder Dom[5]
- Tommaso (Solari ?) da Carona (* um 1375 in Carona; † nach 1437 ebenda?), Bildhauer

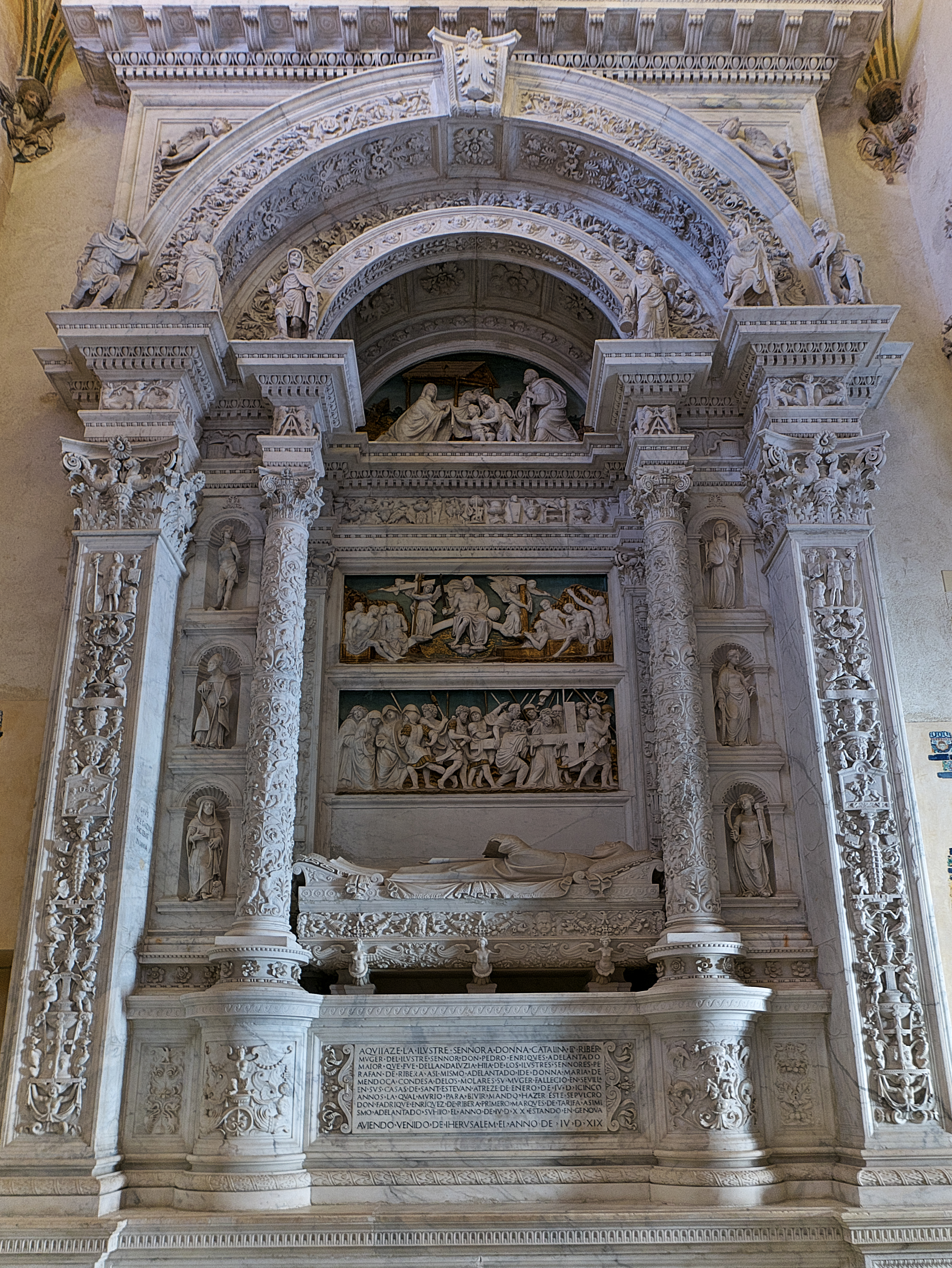
Pier Angelo della Scala, Grabmal der Catalina de Ribera y Hurtado de Mendoza

- Andrea di Francesco da Carona (* um 1420 in Carona; † nach 28. August 1487 in Venedig), Bildhauer[6]
- Alberto di Pietro da Carona (* um 1435 in Carona; † nach 1483 in Camerino), Architekt, Prior der Società dei Lombardi in Camerino[7]
- Johannes de Carona (* um 1440 in Carona; † nach 1475), Bildhauer in Genua[8][9]

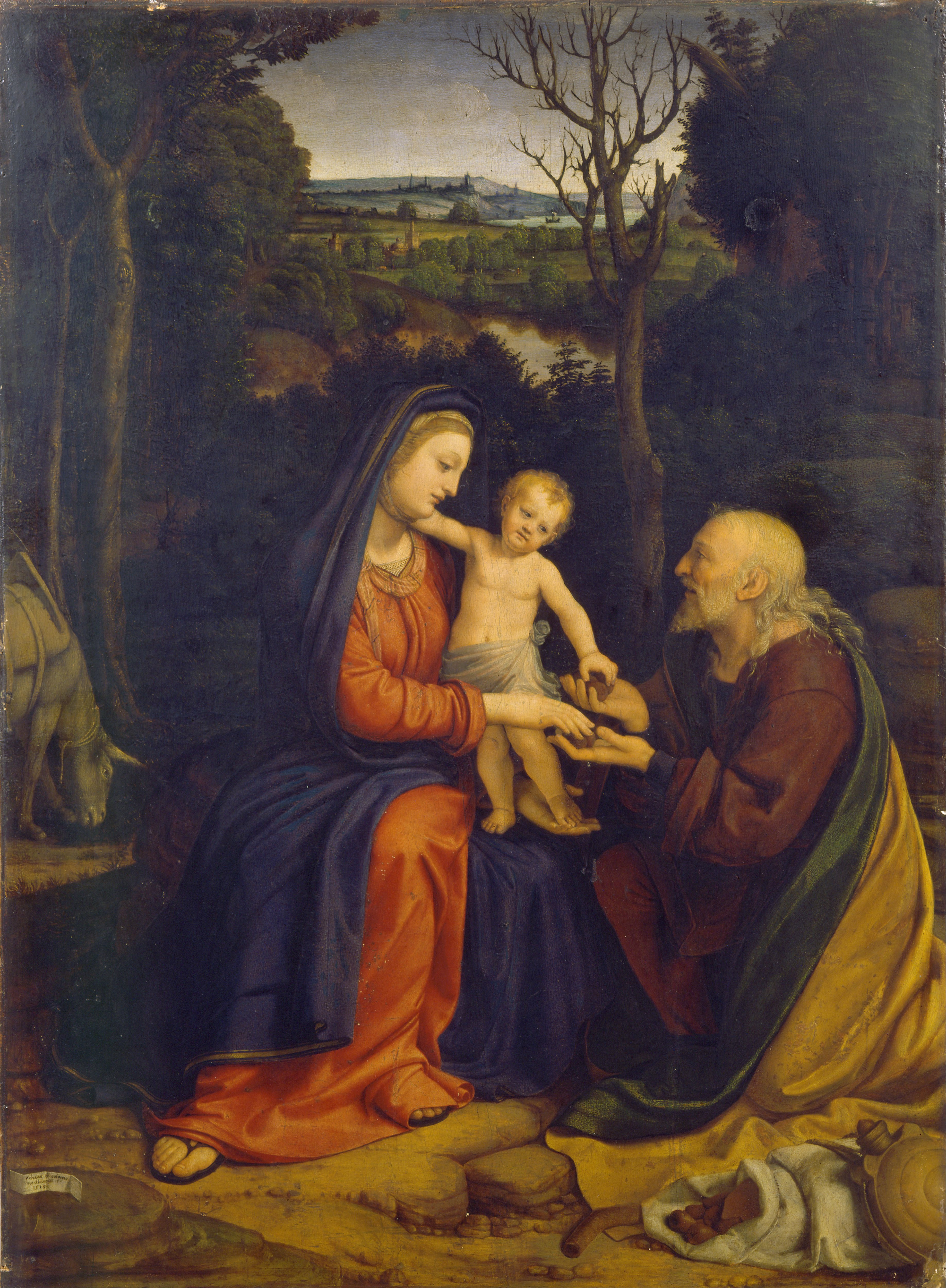
Andrea Solario, Riposo durante la fuga in Egitto, Mailand, Museo Poldi Pezzoli, 1515

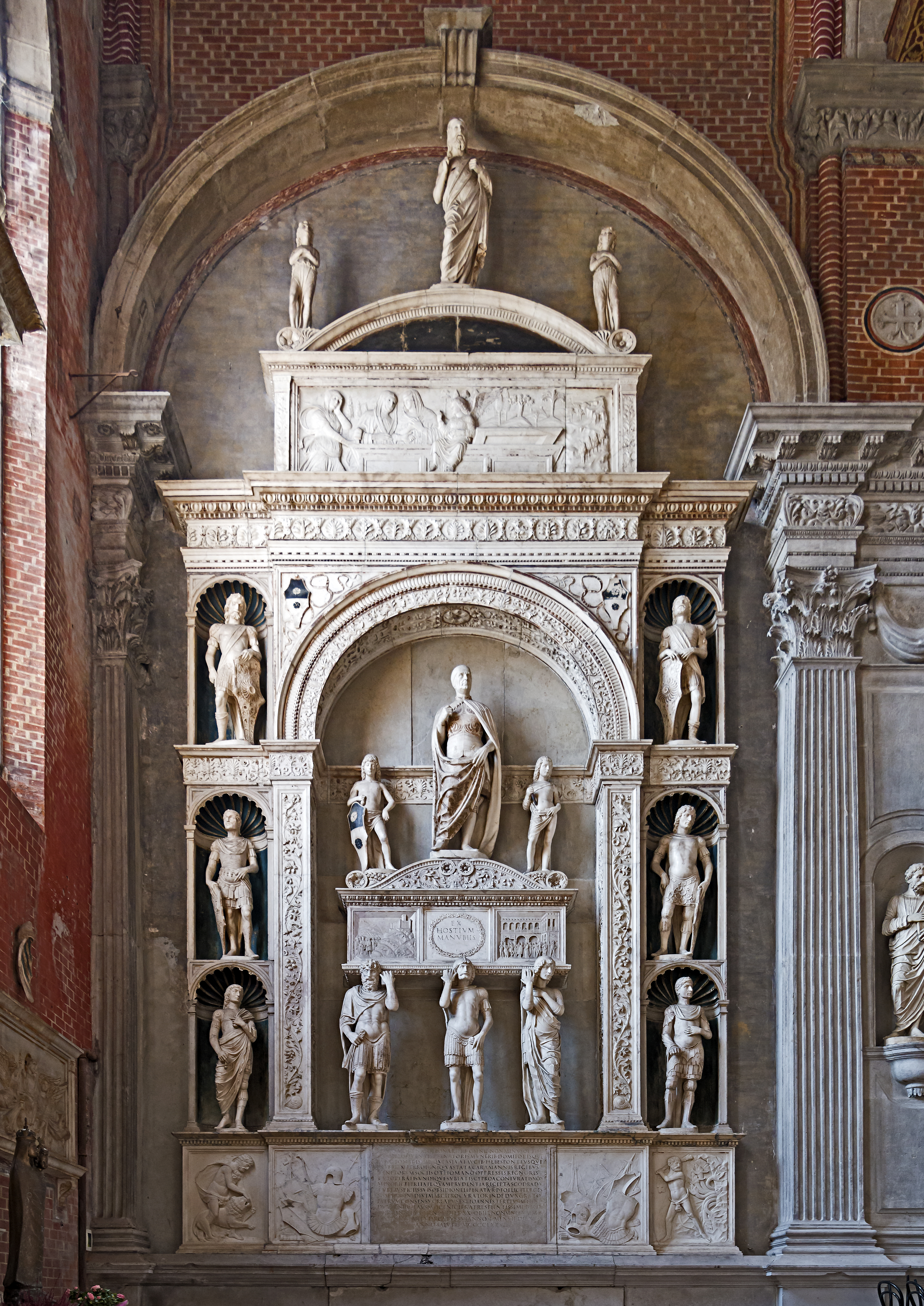
Pietro Lombardo, Grabmal des Pietro Mocenigo in San Zanipolo, Venedig

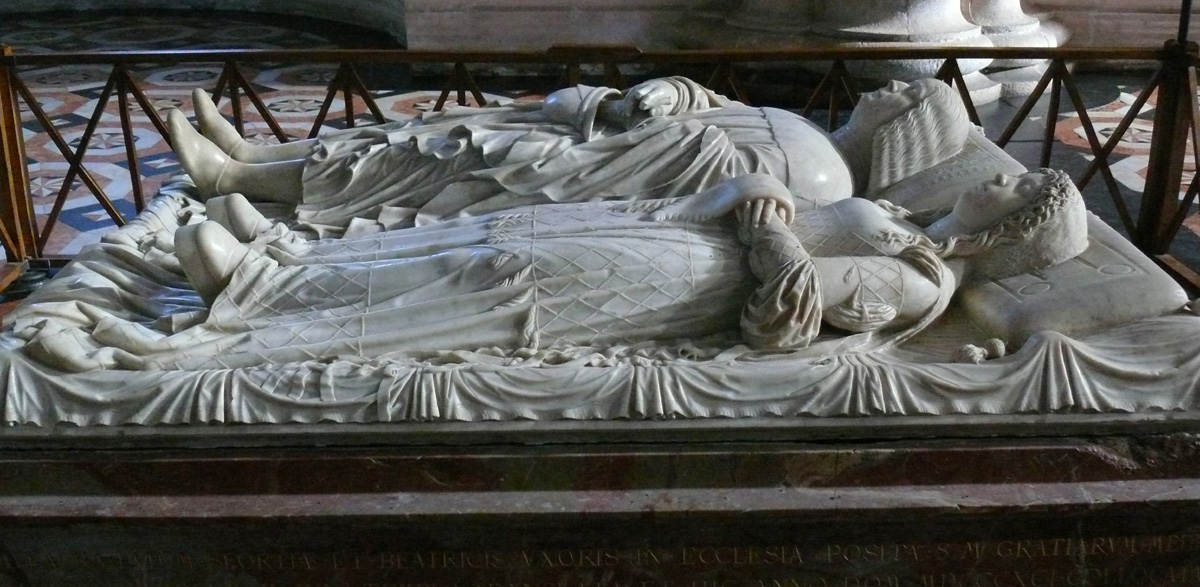
Cristoforo Solari, Grabmal von Ludovico il Moro e Beatrice d’Este an der Certosa di Pavia

- Giorgio da Carona (* um 1450 in Carona; † nach 1512 ebenda ?), Sohn von Jacopo, Bildhauer und Marmorhändler[10]
- Bernardino da Carona (* um 1450 in Carona; † nach 1515), Bildhauer an der Basilika von Loreto[11][12]
- Alessandro da Carona (* um 1455 in Carona; † um 1510 in Venedig), Bildhauer tätig an der Scuola Grande di San Marco[13]
- Pietro Antonio de Curto (* um 1455 in Carona; † um 1500 in Savona?), Bildhauer[14]
- Andrea da Carona (* um 1460 in Carona; † nach 1514 in Genua), Bildhauer und Architekt[15][16]

- Künstlerfamilie Pilacorte. 
  - Domenico Pilacorte (* um 1450 in Carona; † nach 1509 in Genua), Sohn von Francesco, Bildhauer[17]
  - Pietro Pilacorte (* um 1450 in Carona; † nach 1509 in Genua), Bildhauer[18]
  - Giovanni Antonio Pilacorte (1455–1531), Bildhauer und Architekt
  - Antonio Pillacorte da Carona (* um 1461 in Carona; † nach 1514 in Genua), Sohn von Domenico, Bildhauer tätig am Palazzo delle Compere in Genua und am Castillo de La Calahorra[19][20]

- Filippo (Lombardo ?) da Carona (* um 1465 in Carona; † nach 1509 in Bologna?), Bildhauer[21]
- Giovanni Pietro di Taddeo Ciona (* um 1470 in Ciona, Ortschaft der Gemeinde Carona; † nach 1519 in Spoleto), Bildhauer, Architekt in Foligno[22]
- Bernardino da Ciona (* um 1475 in Ciona; † nach 1519 ebenda), Baumeister tätig an der Kathedrale von Spoleto[23]
- Carlo da Carona (* um 1480 in Carona; † nach 1545 in Udine?), Sohn von Francesco[24], Bildhauer[25]
- Antonio da Carona (* um 1480 in Carona; † nach 1517 in Massa), Bildhauer tätig im Massa[26]
- Leonardo da Carona (* um 1480 in Carona; † nach 1526 ebenda), Architekt und Ingenieur[27]
- Alberto da Carona (* um 1499 in Carona; † nach 1545 in Mailand), Bildhauer im Mailänder Dom mit seinem Sohn Gerolamo[28][29]
- Bertino da Carona (* um 1500 in Carona; † nach 1527 ebenda), Bildhauer tätig in Levanto[30]

- Künstlerfamilie Molinari. 
  - Giacomo Molinari (* 1460 in Carona; † nach 1504 ebenda), Bildhauer tätig mit P. della Scala in der Kathedrale von Genua[31]
  - Giovan Battista Molinari (* 1480 in Carona; † nach 1504 ebenda), Bildhauer tätig mit Giacomo, sein Vater, an der Kathedrale von Savona[31]
  - Angelo Molinari (* um 1485 in Carona; † nach 1545 in Genua), Bildhauer[32]

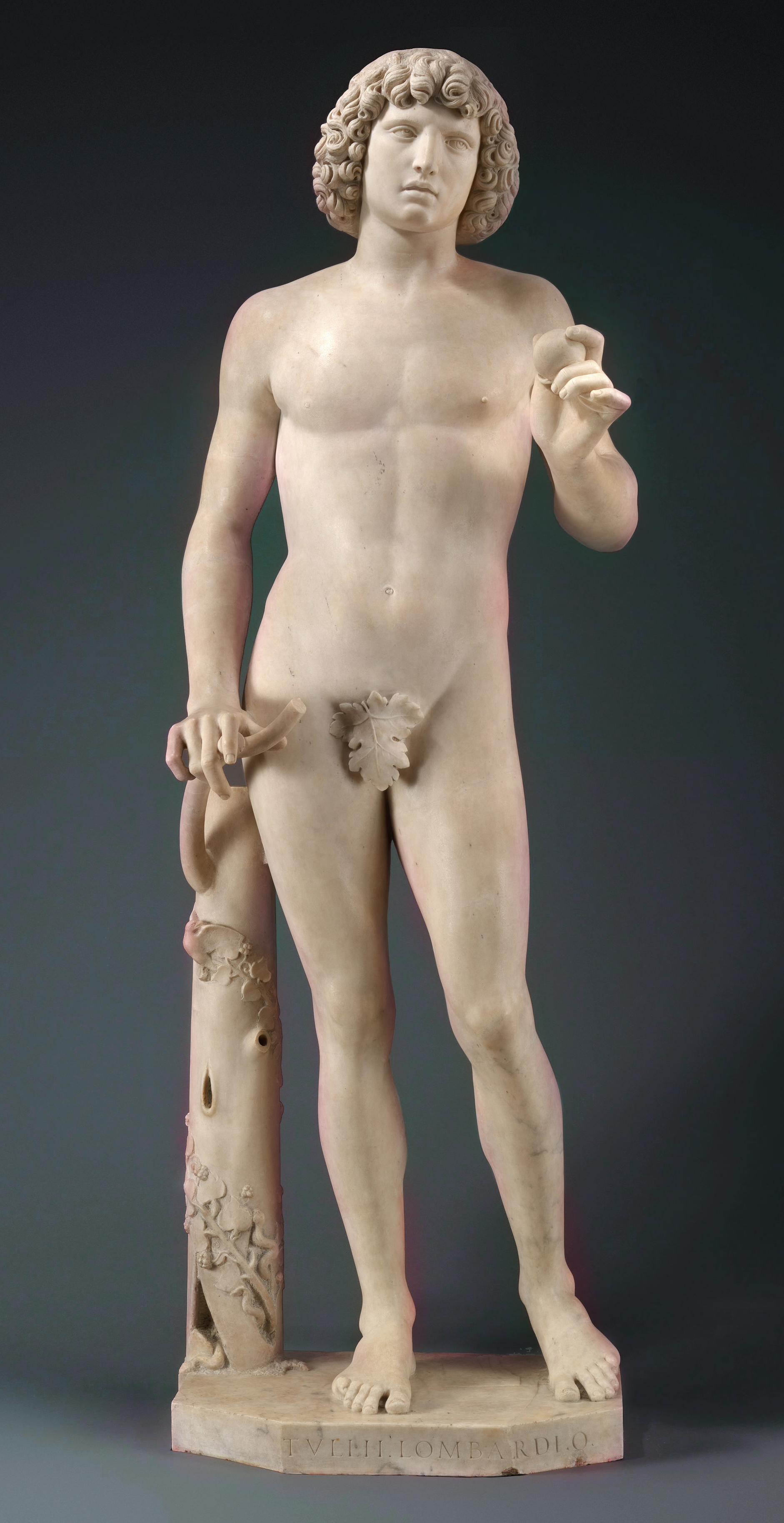
Tullio Lombardo, Adam, Venedig um 1495

- Künstlerfamilie Solari.  (15.–16. Jahrhundert), Künstlerfamilie aus Carona, erster bekannter Vertreter ist Ottobono, 1191 erwähnt[33][34][35]
  - Ottobono Solari (* um 1160 in Carona; † nach 1191 in Genua?), Baumeister[33]
  - Marco Solari (genannt da Carona) (* um 1360–1405), Architekt und Ingenieur
  - Domenico (Solari?) da Carona (* um 1370 in Carona; † nach 1399 in Mailand?), Baumeister[36]
  - Gaspare Solari (* um 1353 in Carona; † nach 1402 in Mailand?), Ingenieur und Architekt[34]
  - Filippo Solari (* um 1395–vor 1460), Bildhauer
  - Andrea Solari (* um 1395–vor 1460), Sohn von Bartolomeo, Bildhauer in Castiglione Olona[37]
  - Giovanni Solari (* um 1400 in Carona; † 1481 in Mailand), Architekt und Ingenieur[34][33]
  - Pietro Solari (* um 1402 in Carona; † nach 1468 in Mailand), Baumeister[34][33]
  - Alberto Solari (* um 1403 in Carona; † nach 1446 in Mailand?), Baumeister[34][33]
  - Bertola Solari (* um 1415 in Carona; † 8. Oktober 1479 in Mailand), Maurermeister und Schreiner, Baumeister[34][33]
  - Giovanni Solari (* um 1405–um 1480), ein schweiz-italienischer Architekt und Ingenieur der Frührenaissance
  - Francesco Solari (* um 1415–1469),  ein italienisch-schweizerischer Bildhauer, Ingenieur und Architekt der Frührenaissance
  - Guiniforte Solari alias Boniforte (um 1420–1481), Architekt, Ingenieur, Bildhauer in Pavia und Mailand
  - Pietro Antonio Solari (1445–1493), Architekt, Bildhauer, Ingenieur in Mailand und Moskauer Kreml
  - Ambrogio Solari (* um 1450 in Carona; † nach 1481 in Viterbo?), Künstler[34]
  - Alberto Solari (* um 1461 in Carona; † 1514 in Rom), Baumeister, Baumeister[34][33]
  - Andrea Solari (* um 1465–1524), Maler, Schüler von Giovanni Bellini
  - Cristoforo Solari genannt il Gobbo (* um 1468 in Mailand–1524 ebenda), Architekt und Bildhauer
  - Paolo Solari (* um 1480 in Carona; † nach 1527 in Mailand), Bildhauer, arbeitete am Mailänder Dom, vollendete nach dem Tode seines Vaters (1527) den Brunnen der Markgräfin von Mantua.[34]

- Künstlerfamilie Lombardi/o.  (Mitte 15.–Ende 16. Jahrhundert), Architekten, Bildhauern[38][39][40]
  - Martino (Lombardo?) da Carona (* um 1425 in Carona; † nach 1455 ebenda), Steinmetz, Stammvater der Familie Lombardo[39]
  - Pietro Lombardo (* um 1435–1515 in Venedig), Bildhauer, Architekt.
  - Baldassarre (Lombardo?) da Carona (* um 1440 in Carona; † nach 1483 in Camerino), Architekt und Bildhauer[41]
  - Tullio Lombardo (um 1455–1532), Architekt und Bildhauer
  - Stefano Lombardo (* um 1440 in Carona; † nach 1476 in Arcevia?), Baumeister[38]
  - Angelo Lombardo (* um 1440 in Carona?; † nach 1475 in Arcevia), Bildhauer[42]
  - Antonio Lombardo (um 1458–nach 1516), Bildhauer in Venedig
  - Bartolomeo (Lombardo-Solari?) da Carona (* um 1470 in Carona; † nach 1515 in Venedig?)[43]
  - Giovanni Antonio (Lombardo? – * um 1480 in Ciona, Fraktion von Carona; † nach 1565 in Mailand?), Baumeister[38]
  - Giulio Lombardo (* um 1485 in Carona?; † nach 1550 in Venedig), Baumeister[44]
  - Cristoforo Lombardo genannt Lombardino (* um 1485 in Carona; † 1555 in Mailand), Bildhauer, Architekt in Mailand[38][45]

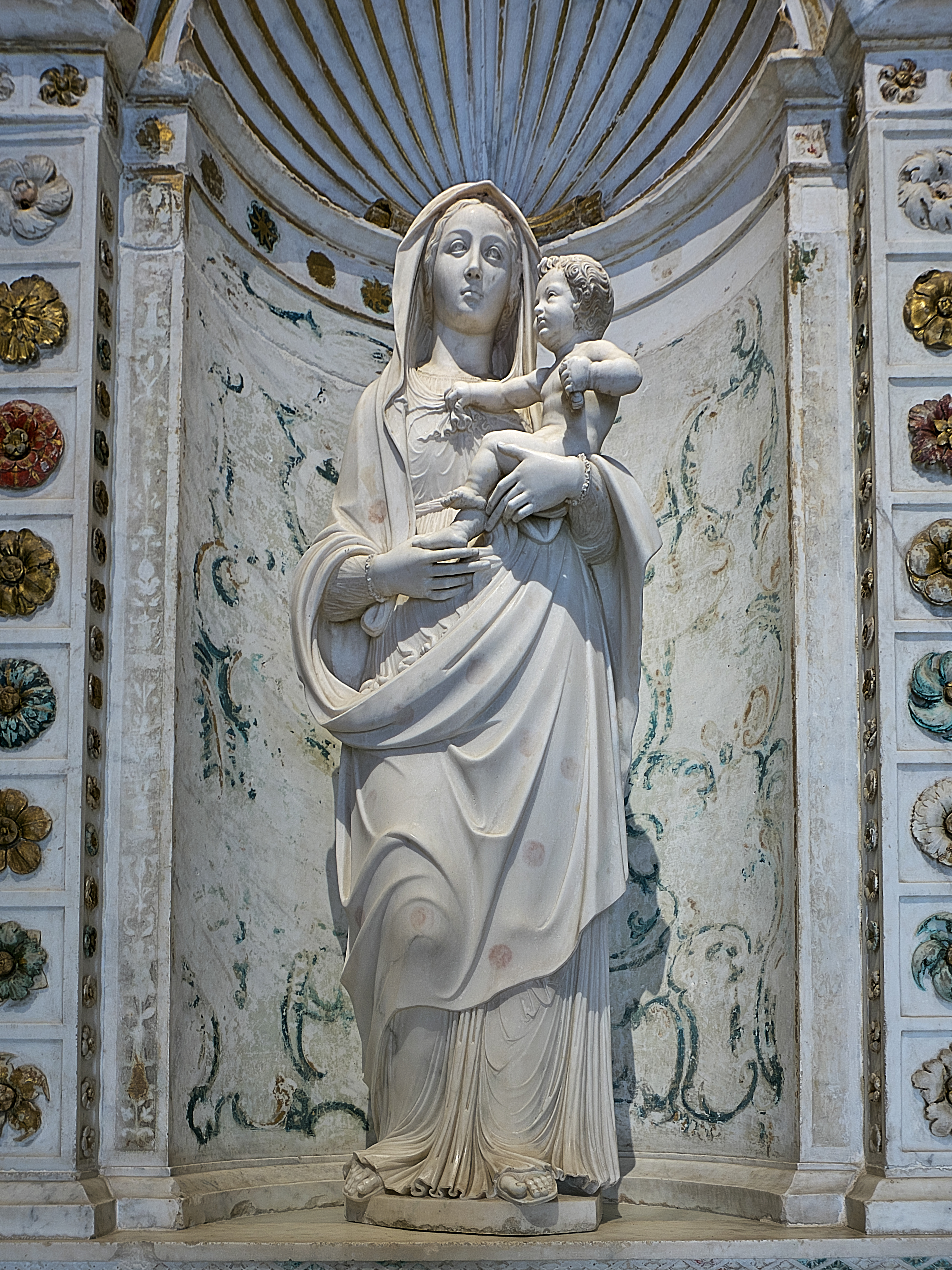
Antonio Maria Aprile, Jungfrau mit Kind, Kartäuserkloster Santa María de las Cuevas (Sevilla)

- Künstlerfamilie Aprile.  Die Mitglieder sind als Bildhauer und Steinmetze bekannt[46][47][48]
  - Carlo Aprile (* um 1430 in Carona; † nach 1488 in Genua ?) Bildhauer[49][50]
  - Giovanni Aprile (* um 1455 in Carona; † nach 1509 in Rom), Vater des Antonio Maria, Bildhauer[51][52]
  - Antonio Maria Aprile (* um 1475 in Carona; † nach 1530 in Carrara ?), Sohn von Giovanni, Bildhauer und Baumeister in Genua[49][53][54]
  - Antonio Aprile (* um 1460 in Carona; † nach 1530 in Genua), Bildhauer[49]
  - Andrea di Carlo Aprile (* um 1460 in Carona; † nach 1530 in Genua), Bildhauer[49]
  - Giorgio Aprile (* um 1480 in Carona; † nach 1499 in Carrara ?), Sohn des Andrea, Bildhauer[55]
  - Battista Aprile (* 1480 in Carona; † nach 1524 in Carrara ?), Bildhauer in Carrara[56][57][58]
  - Pietro Aprile (1481–1558), Bruder des Giovanni Antonio und Antonio Maria, Bildhauer, Baumeister
  - Giovanni Antonio Aprile (1485–1527), Bruder des Pietro und Antonio Maria, Bildhauer tätig in Genua, Savona und Carrara
  - Andrea Aprile (* um 1485 in Carona; † nach 1558 in Carrara ?), Bildhauer und Architekt[49][59]
  - Antonio Maria Aprile (1488/89–1535), Bruder des Pietro und Giovanni Antonio, Bildhauer in Genua
  - Giovanni Battista Aprile (* um 1490 in Carona; † nach 1532 in Venedig ?), Holzbildhauer, Bildhauer und Architekt tätig mit Tullio Lombardo[60][61]

- Künstlerfamilie Casella. [62]
  - Luca Casella (* um 1360 in Carona; † um 1400 ?), Bildhauer in Spanien[63]
  - Alberto Casella (* um 1430 in Carona; † nach 1469 ebenda), Anwalt und Notar im Notariatsverzeichnis erwähnt[63][62]
  - Enrico Casella (* um 1435 in Carona; † nach 1474 ebenda), Mitglied der Kommission, die 1470 mit der Revision der Satzungen von Carona beauftragt war, arbeitete vor 1474 an den Befestigungen des Hafens von La Spezia[64]
  - Michele Casella (* um 1440 in Carona; † nach 1494 ebenda), Fiskalsyndic von Lugano 1477, Substitut des herzoglichen Kommissärs von Bellinzona 1478, des Hauptmanns oder Gouverneur von Lugano 1482, des Podestà von Varese 1494[65]
  - Battista Casella (* um 1445 in Carona; † nach 1477 ebenda), unternahm 1477 mit Giorgio Casella die Befestigungsarbeiten von Bellinzona[66]
  - Antonio Casella (* um 1460 in Ciona; † nach 1503 in Brescia ?), Bildhauer, Architekt arbeitete 1499–1503 an der Ausschmückung der Loggia von Brescia[67][68][69]
  - Fedele Casella (um 1480–nach 1547), aus Carona, Bildhauer in Palermo
  - Donato Casella (* um 1490 in Carona; erwähnt 1526 in Travesio als Zeuge in einem Vertrag erwähnt; † nach 1553 in Rorai Grande), Sohn des Bernardone, Bildhauer, er wird 1536 in Venedig erwähnt, aber es scheint, dass er schon 1506 und 1511 Giovanni Antonio Pilacorte half beim Ausschnitzen des Reliefs der Eingangstüre und der Taufkapelle im Markusdom. Tätig in Friaul, Autor des Portals der Pfarrkirche von Rorai Grande (1553). Er arbeitete auch in Pordenone[70][71]

- Familie della Scala. [72][73]
  - Matteo della Scala (* um 1420 in Carona; † nach 1461 ebenda), Bildhauer[72]
  - Bernardino della Scala (* um 1450 in Carona; † nach 1496 ebenda), Bildhauer in Genua, in Loreto (Marken) und Senigallia[72][74]
  - Gaspare della Scala (* um 1450 in Carona; † nach 1504 ebenda), Sohn von Pietro, Bildhauer in Mailand, Genua und Savona[72][75]
  - Pietro della Scala (* um 1475 in Carona; † nach 1504 ebenda ?), Sohn von Gaspare, Bildhauer in Genua[76]
  - Pier Angelo della Scala (um 1489–1527), Bildhauer und Architekt in Genua, Carrara und Sevilla
  - Alessandro della Scala (* um 1490 in Carona; † nach 1534 ebenda), Bildhauer in Genua, in der Wallfahrtskirche Madonna di Tirano (1530) und an der Certosa di Pavia[72][77][78]
  - Fedele della Scala (* um 1490 in Carona; † 1536 ebenda), Bildhauer, Mitarbeiter von Antonello Gagini in Sizilien[72]

### Ab 1500 bis 1699
- Künstlerfamilie Lombardo.  Von der Mitte des 14. bis zum Ende des 15. Jahrhunderts in Venetien, insbesondere in Venedig, der Emilia-Romagna und den Marken tätig. Grabmäler, Dekoration von Palästen und Kirchen, Reliefs, Büsten und Statuen[79][80]
  - Tommaso Lombardo (* um 1505 in Carona oder Lugano?; † nach 1567 in Venedig), Bildhauer[81]
  - Aurelio Lombardo (* um 1501 in Carona; † 9. September 1593 in Recanati), Bildhauer[82]
  - Sante Lombardo (* um 1504 in Venedig; † 1590 ebenda), Bildhauer[83]
  - Lodovico Lombardo (* um 1507 in Carona; † 1575 ebenda), Bildhauer in Ferrara[80]
  - Antonio Lombardo (* um 1600 in Carona; † nach 1650 in Parma), Maler[84]

- Künstlerfamilie Casella. [85][86]

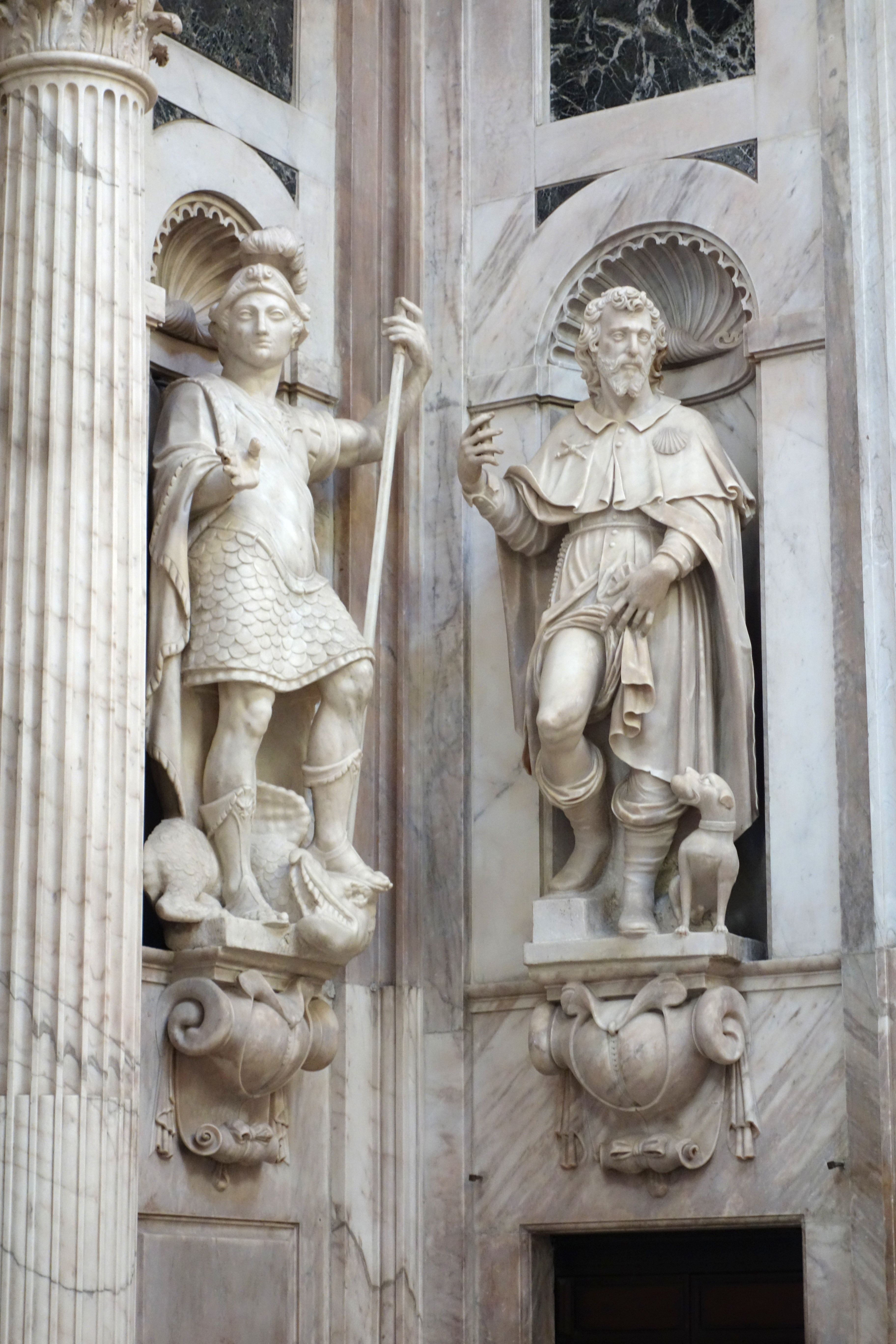
Daniele Casella, Statuen der heiligen Georg und Rochus, Kapelle der Unbefleckten Empfängnis der Kirche San Pietro in Banchi, Genua

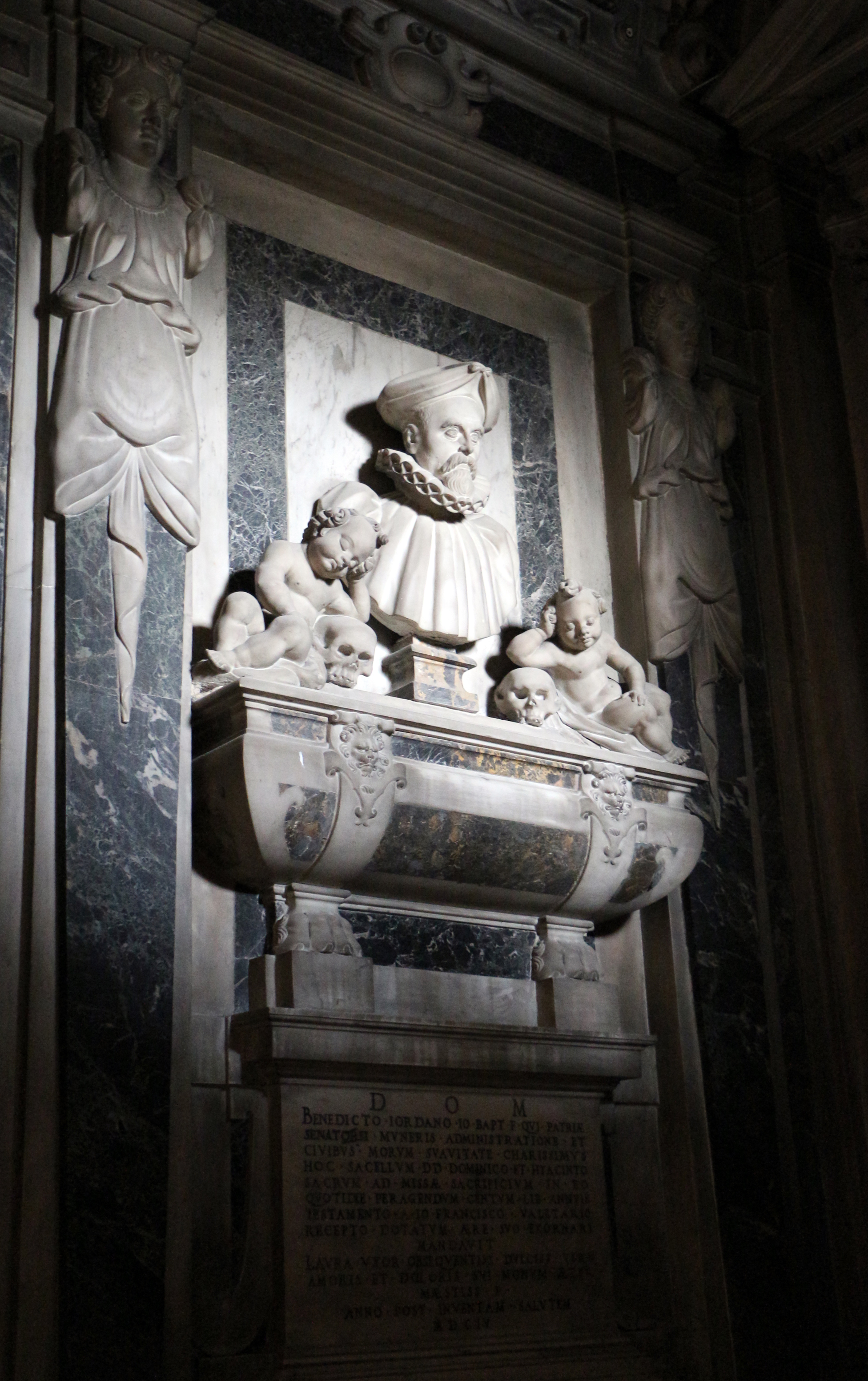
Giovanni Battista Casella: Grabmal Benedetto Giordanos, Kirche Santa Maria di Castello, Genua, 1604.

  - Scipione Casella (* um 1500 in Carona; † gegen 1551 in Palermo), Sohn des Fedele, Bildhauer, Stuckateur und Goldschmied. Er arbeitete mit seinem Vater seit 1542 an der Ausschmückung der Kathedrale von Palermo; als Goldschmied schuf er die Reliquienurne der Kirche Santa Cristina in Palermo 1547–1548.[87][88][89]
  - Bernardo Casella (* um 1515 in Carona; † nach 1567 ebenda ?), Bildhauer in Rom und Madrid[63][90]
  - Domenico Casella (* um 1515 in Carona; † nach 1567 ebenda ?), Bildhauer in Rom und Madrid[63][91]
  - Oberto Casella (* um 1515 in Carona; † nach 1567 ebenda ?), Bildhauer in Rom und Madrid[63][92]
  - Barnaba Casella (* um 1522 in Carona; † nach 1569 in Castel San Giovanni), Sohn des Antonio, Bruder von (Giovan) Battista und Andrea Casella, Bildhauer, 1550 schufen er und sein Bruder Battista das Taufbecken für die Stiftskirche San Giovanni Battista von Castel San Giovanni[93]
  - Andrea Casella (* um 1525 in Ciona; erwähnt 20. Oktober 1562 in Rom; † um 1573 in Rom), Bruder des Barnaba, Bildhauer, Maler, er wird in Rom 1553–1575 erwähnt. Er war an der Villa de Grandis beschäftigt und arbeitete 1575 für die Kardinale von Ferrara und Borromeo[94][95][96]
  - Antonio Casella (* um 1525 in Carona; † nach 1556 ebenda ?), Maler in Turin[63]
  - Giovan Battista Casella (* um 1528 in Carona; erwähnt 1550 in Castel San Giovanni; † 19. November 1602 in Carona), Bildhauer[97][98]
  - Francesco Casella (* um 1530 in Carona; † nach 1602 in San Fortunato della Collina ?), Bildhauer in Todi, Venedig und Rom[99][100]
  - Luigi (Alvise) Casella (* um 1530 in Carona; † 1587 ebenda ?), Sohn von Donato Casella, Künstler, Bildhauer und Steinmetz, dokumentiert ab 1549. Tätig in Friaul, vor allem in den Pfarrkirchen von Rorai Grande und Castelnovo del Friuli.[101]
  - Battista Casella (* um 1535 in Ciona; † nach 1599 in Rom), Bruder des Andrea, Architekt[102]
  - Filippo Casella (* um 1540 in Carona; † nach 1591 ebenda ?), Bildhauer in Rom[63]
  - Bernardino Casella (* um 1545 in Carona; † nach 1596 ebenda ?), Festungsbauer in Neapel[63]
  - Donato Casella (* um 1550 in Carona; † nach 1609 ebenda), Enkel des Donato, Baumeister von 1583 bis 1609 erwähnt, arbeitete in Turin[103][104]
  - Daniele Casella (* um 1556–1646), Sohn von Antonio, Bildhauer, Architekt der Manierismus, Unternehmer und Gründer einer Privatschule in Carona
  - Secondo Casella (* um 1660 in Carona; † nach 1717 ebenda ?), Vater von Antonio und
  - Francesco Casella (* um 1565 in Carona; † 1598 in Genua), Architekt projektierte den Palazzo Interiano-Pallavicini in Genua[105]
  - Giovanni Battista Casella (* un 1570 in Carona; † nach 1630 in Mailand ?), Bildhauer, schuf in der Santa Maria di Castello in Genua und beim Seminario Maggiore in Mailand[106]
  - Bernardino Casella (* 1595 in Carona; † 1654 in Turin ?), Bildhauer, Altarbauer[107]
  - Alessandro Casella (* 26. September 1596 in Carona; † 1656 ebenda), Stuckateur, Bildhauer im Kanton Tessin, Veltlin und Turin (Castello del Valentino)[108][109][110]
  - Cristoforo Casella (* um 1600 in Ciona; † nach 1639 in Rom), Bildhauer[63][111]
  - Giovanni Domenico Casella genannt Scorticone (* nach 1580 in Carona; † nach 1648 ebenda ?), Bildhauer und Marmorhändler. Im Jahr 1637 ging er eine Partnerschaft mit Giacomo della Porta aus Pellio Intelvi ein.[112]
  - Carlo Casella (* um 1600 in Carona; † nach 1639 ebenda ?), Bildhauer in Grosotto[63]
  - Antonio Casella (* um 1600 in Carona; † nach 1642 ebenda), Architekt, protektierte den Bau der reformierte Kirche Santa Trinità in Poschiavo[113]
  - Giovanni Battista Casella (* um 1600 in Carona; † nach 1678 ebenda ?), Bildhauer in Genua und Savona[114], er geht eine Partnerschaft mit Dionisio Corte ein[115]
  - Tommaso Casella (* um 1610 in Carona; † nach 1657 ebenda ?), Bildhauer erbte die Werkstatt von seinem Großvater Giovanni Domenico[116]
  - (Giovanni) Andrea Casella (* 2. November 1619 Carona, † vor 1684 ebenda), Kunstmaler von 1646 bis 1667 Zusammenarbeit mit dem Cousin Giacomo Casella, tätig in Turin, am Santuario della Madonna d’Ongero und in der Kirche San Rocco in Lugano[117][118][119]
  - Giacomo Casella (* 21. September 1620 in Carona; † um 1667 in Turin ?), Maler in Turin von 1646 bis 1667 Zusammenarbeit mit dem Cousin Andrea Casella,[63][120][121][107]
  - Giovanni Battista Casella (* 30. August 1623 in Carona; † 6. November 1678 in Genua), Bildhauer in Mailand, Turin, Carpentras und Rom[122][123][124][125]
  - Bernardino und Carlo Casella (1627/1630), Bildhauer am Castello del Valentino in Turin[63]
  - Annibale Casella (1650–1710), Bildhauer[126]
  - Secondo Casella (* um 1660 in Carona; † nach 1717 ebenda ?), Vater von Antonio, Bildhauer und Baumeister in Turin. Er schuf zusammen mit Francesco Aprile, in der Grabtuchkapelle im Turiner Dom
  - Antonio Casella (* um 1680 in Carona; † nach 1730 in Hamburg ?), Stuckateur, Arbeitet mit Francesco Aprile und Bartolomeo Quadri in Turin.[107]
  - Antonio Casella (* um 1685 in Carona; † nach 1740 ebenda ?), Sohn von Secondo, zusammen mit Francesco Aprile war er Baumeister und Bauunternehmer in Turin[127]

- Familie Ciona. [128]
- Gianantonio da Ciona (* um 1505 in Ciona; † nach 1561 in Venedig ?), Vater von Francesco und Michele, Bildhauer, Architekt tätig am Bau der Kirchen San Samuele und San Giorgio dei Greci in Venedig[129][130][128]
  - Michele Ciona (* um 1535 in Ciona, Fraktion von Carona; † nach 1561 in Venedig ?), Bildhauer in Venedig[131]
  - Francesco Ciona (* um 1540 in Ciona, Fraktion von Carona; † nach 1586 in Venedig ?), Bildhauer in Venedig[132]

- Antonio Roderio (Rodari?) (* um 1515 in Carona; † nach 1559 in Genua?), Bildhauer arbeitete an der Fassade des Palastes Cataldi und baute ein Tor für den Molo vecchio[133]
- Francesco da Carona (* um 1520 in Carona; † nach 1574 in Sevilla), Bildhauer[134]
- Guglielmo Adamo (* um 1580 in Carona ?; † nach 1608 in Genua?), Bildhauer[135]

- Künstlerfamilie Aprile.  von Bildhauern, Steinmetzen, Holzschnitzern, Stuckateuren, Architekten und Ingenieuren. Vom Ende des 15. bis zur Mitte des 18. Jahrhunderts in Ligurien (Genua), Rom, Spanien und Ungarn tätig[136]
  - Battista Aprile (* um 1501 in Carlona; † nach 1524 in Carrara ?), Sohn des Pietro, Bildhauer[137]
  - Martino Aprile (* um 1515 in Carona; † nach 1541 in Mailand ?), Holzschnitzer[138]
  - Leonardo Aprile (* um 1520 in Carona; † nach 1573 ebenda), Baumeister, Bildhauer und Ingenieur am Dom zu Como[139][140]
  - Andrea Aprile (* um 1525 in Carona; † nach 1560 in Genua ?), Stuckateur in Palazzo Cataldi[141]
  - Battista Aprile (* um 1530 in Carona; † nach 1580 in La Spezia ?), Bildhauer
  - Giovanni Battista Aprile (* um 1560 in Carona; † nach 1600 in Palermo), Bildhauer[142]
  - Leonardo Aprile (* um 1565 in Carona; † nach 1600 in Como ?), Bildhauer[143]
  - Gaspare Aprile (* um 1580 in Carona; † 1640 ebenda), Architekt[144]
  - Carlo d’Aprile (* um 1585 in Carona; † nach 1633 in Palermo), Bildhauer[145]
  - Giovanni Battista Aprile (* um 1597 in Carona; † nach 1660 in Palermo), Bildhauer[146]
  - Bartolomeo Aprile (* um 1600 in Carona; † nach 6. Juli 1631 in Rom), Schweizer Stuckateur[147]
  - Battista d’Aprile (* um 1610 in Carona; † nach 1660 in Palermo), Bildhauer[148]
  - Francesco Aprile (* um 1610 in Carona; † nach 1660 in Rom), Bildhauer erwähnt in Rom seit 1642[149][150]
  - Carlo Alessandro Aprile (* um 1610 in Carona; † nach 2. April 1669 in Turin ?), Baumeister[151]
  - Carlo D’Aprile (1621–1668), ein italienischer Architekt und Bildhauer des Barocks auf Sizilien.
  - Francesco Aprile (1657–1710), Bildhauer in Turin und Vercelli
  - Giambattista Aprile (* um 1670 in Carona; † nach 1706 in Dänemark), Dekorationsbildhauer[152]
  - Francesco Aprile (* 1687 in Carona; † nach 1750 in Vercelli ?), Sohn von Francesco, Bauunternehmer, Polier und Marmorsteinmetz[153][154]

- Künstlerfamilie Solari. [155][156]
  - Giovanni Battista Solari (* um 1515 in Carona; † nach 1559 in Genua?), Bildhauer schuf zusammen mit Antonio Roderio[157]
  - Carlo Solaro (* um 1615 in Carona; † nach 1678 ebenda ?), Bildhauer in Genua[158]
  - Giacomo Solari (* um 1630 in Carona; † nach 1696 in Krakau), Architekt[159]
  - Martino Solaro (* um 1640 in Carona; † nach 1666 ebenda ?), Bildhauer schuf an der Kirche San Francesco da Paola in Turin[160]
  - Francesco Solari (* um 1645 in Carona; † nach 1703 in Krakau), Architekt[161]
  - Giovanni Solari (* um 1647 in Carona; † nach 1703 in Krakau), Architekt[162]
  - Giacomo Solari (* um 1690 in Carona; † nach 1714 ebenda ?), Bruder von Giovanni Battista, Baumeister in Turin[163]
  - Giovanni Battista Carlo Solari (* um 1692 in Carona; † nach 1714 ebenda ?), Bruder von Giacomo, Baumeister in Turin[164]

- Künstlerfamilie della Scala. 
  - Michele della Scala (* um 1535 in Carona; † nach 1574 ebenda), Bruder des Giovanni Antonio, Glasmaler für die Herzogen von Bayern[72]
  - Giorgio della Scala (* um 1540 in Carona; † nach 1579 ebenda), Bildhauer in La Spezia[72]
  - Giovanni Antonio della Scala (* um 1540 in Carona; † nach 1579 ebenda), Bildschnitzer und Glasmaler für die Herzogen von Savoyen[72]
  - Pietro Angelo della Scala (* um 1650 in Carona; † nach 1703 ebenda), Bildhauer in Tirano und Architekt der Pfarrkirche von Morignone![72]

- Künstlerfamilie Passallo. 

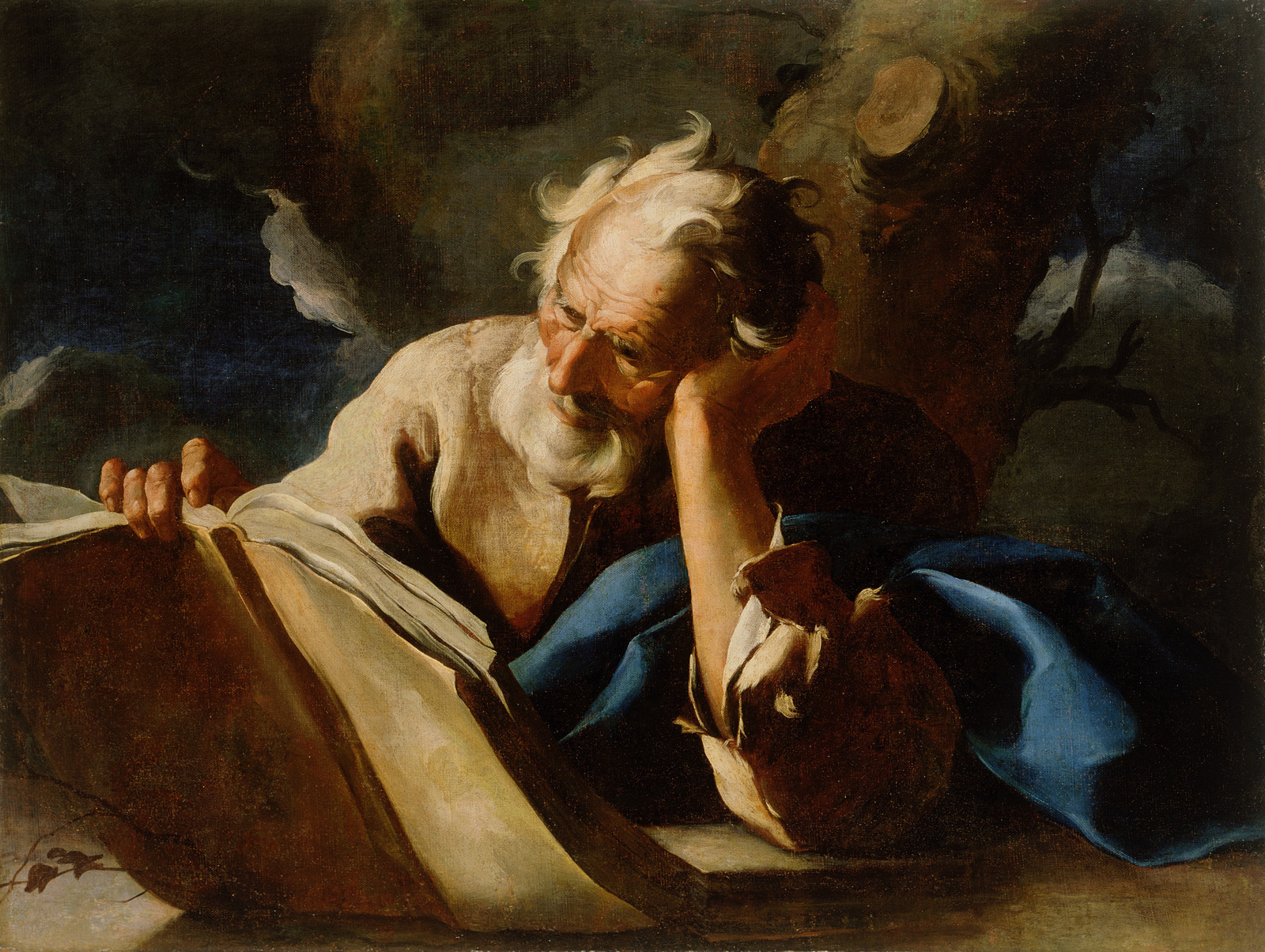
Giuseppe Antonio Petrini, Der heilige Hieronymus, Slowenische Nationalgalerie, 1725–1735

  - Giovan Maria Passallo (* um 1540 in Ciona; † nach 1590 ebenda), Dekorationsmaler tätig in der Kathedrale von Genua und an der äussern Ausschmückung des erzbischöflichen Palastes[165]
  - Giovan Pietro Passallo (* um 1540 in Ciona; † nach 1590 ebenda), Dekorationsmaler tätig in der Kathedrale von Genua und an der äussern Ausschmückung des erzbischöflichen Palastes[165]
  - Giovan Maria Passallo (* um 1550 in Ciona; † nach 1590 ebenda), Bildhauer schuf die Statue des heiligen Matthäus in der Kathedrale von Genua[165]

- Künstlerfamilie Petrini. 
  - Giovanni Battista Petrini (* um 1575 in Carona; † nach 1613 in Comano TI ?), Baumeister zwischen 1581 und 1613 in Krakau bezeugt, er leitete den Wiederaufbau des Nordflügels des Krakauer Königsschlosses[166]
  - Marco Antonio Petrini (* um 1655 in Carona; † nach 1695 in Carona?), Bildhauer, er arbeitete 1689 an der Kathedrale von Como.[167][168]
  - Giuseppe Antonio Petrini (1677–1759), Sohn des Marco Antonio, Kunstmaler, er arbeitete am Kollegium Gallio in Como, in Morbegno, Pavia, Bergamo, Bellinzona (Kirche San Rocco), in Lugano (Kirche Santa Maria degli Angeli, Kathedrale San Lorenzo, Kirche Sant’Antonio), in Carona (Kirche der Madonna d’Ongero).

### Ab 1700
- Künstlerfamilie Adami. 

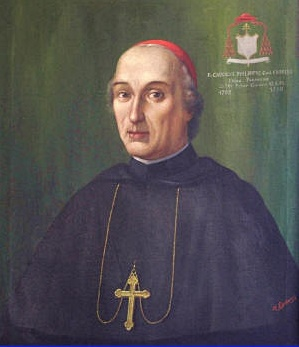
Carlo Francesco Maria Kardinal Caselli OSM (1840)

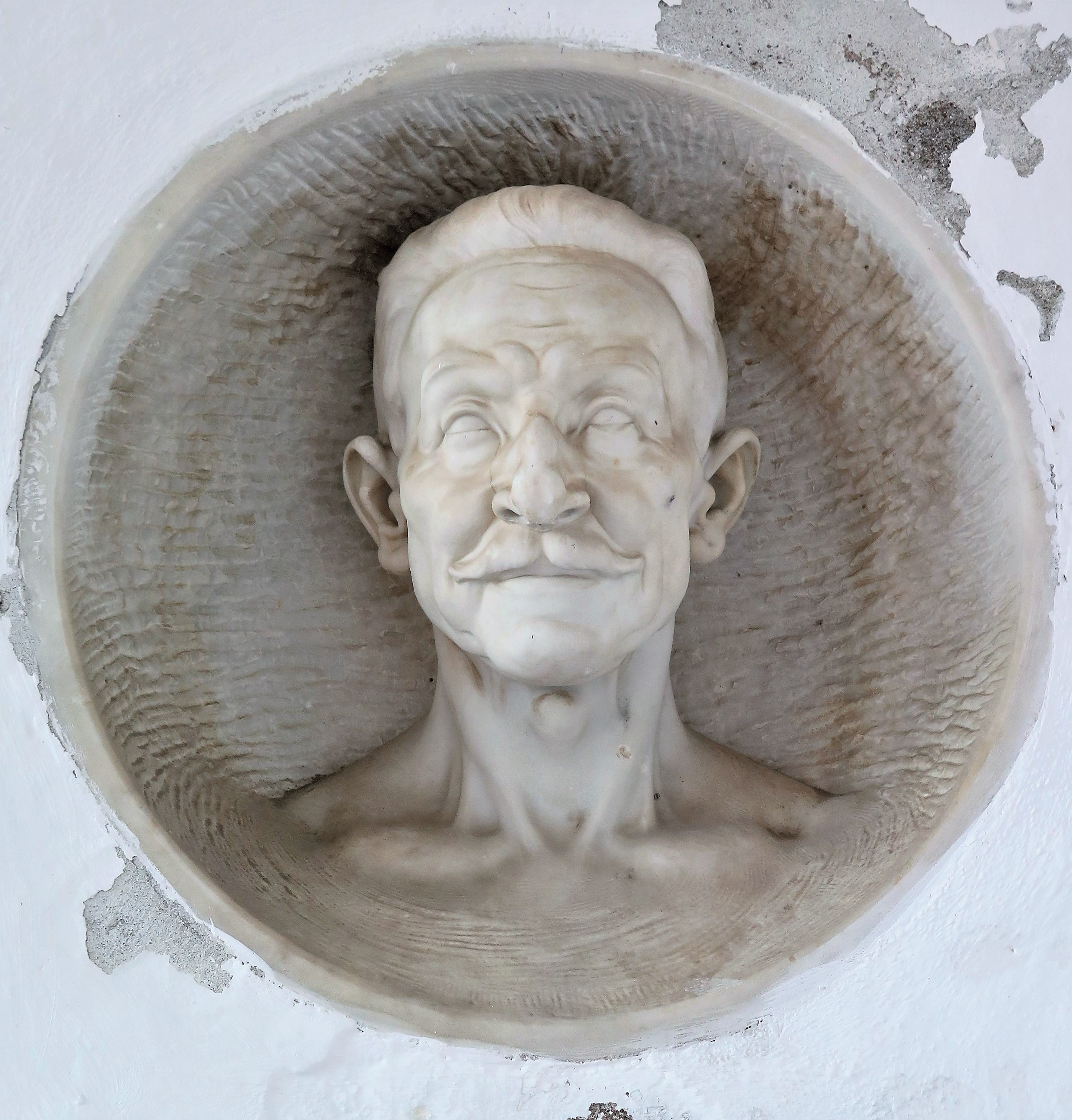
Giorgio Casella (Büste in der Loggia del Comune in Carona)

  - Giovanni Battista Adami (* um 1700 in Carona; † nach 1766 ebenda), Altarbauer und Bildhauer schuf Hochaltäre in Torricella (1729), Comano, Mezzovico (1766) und Villa Luganese[169]
  - Francesco Raimondo Adami (* um 1710 in Carona; † nach 1775 in Pisa), Theologie-Professor[170]
  - Giovanni Battista Adami (* um 1760 in Carona; † nach 1806 ebenda), Priester, Politiker[170]

- Künstlerfamilie Casella. 
  - Giovanni Battista Casella (* um 1700 in Carona; † nach 1739 ebenda ?), Sohn von Secondo, Bildhauer und Marmorhändler in Genua[171]
  - Giovanni Andrea Casella (* 28. September 1728 in Carona; † nach 1788 ebenda ?), Stuckateur tätig hauptsächlich in Ligurien. Autor der Stuckdekoration der Kapelle von Sant’Antonio Abate in der Kirche von Santa Marta in Carona von 1760 bis 1769.[172]
  - Carlo Francesco Caselli (1740–1828), aus Carona, General der Serviten, Erzbischof von Side (Pamphylien), Coadjutor des Cardinals Giuseppe Spina, Cardinal und Bischof von Parma
  - Giorgio Casella (1847–1929), Arzt, Politiker, Tessiner Grossrat und Staatsrat

- Marco Petrini (* um 1705 in Carona; † nach 1776 ebenda), Sohn des Giuseppe Antonio, Schüler seines Vaters, Kunstmaler.[167]
- Giorgio Scala (* 19. Mai 1720 in Carona; † 26. Juli 1799 ebenda), Stuckateur in Perugia, Assisi, Umbertide, Foligno, Cannara[173]
- Tiziano Bernasconi (* 11. Januar 1833 in Carona; † 9. Juli 1895 ebenda), Dekorationsmaler schuf Religiöse und Genre-Motive sowie Porträts. Tätig vor allem in der Region Lugano und in Rapallo.[174][175]
- Lisa Wenger (1858–1941), Kinderbuchautorin und Malerin
- Ferdinando Bernasconi (Architekt, 1867) (1867–1919), Freidenker und Architekt in Locarno, Mendrisio und Lugano
- Ruth Niehaus (1925–1994), Schauspielerin
- Meret Oppenheim (1913–1985), Künstlerin
- Ivar Lissner (1909–1967). Journalist und Schriftsteller
- Martin Othmar Winterhalter (1889–1961), Schweizer Grossindustrieller
- Lisa Tetzner (1894–1963), Kinderbuchautorin
- Emilio Stanzani (* 12. August 1906 in Zürich; † 14. November 1977 ebenda), aus Bologna ?, ab 1934 von Zürich, Bildhauer mit Atelier in Carona.[176]
- Mirko (Miroslav) Arazim (* 16. Mai 1920 in Seleanek; † 29. November 1997), Trompeter, er spielte in Lugano, Orchester-Dirigent der philharmonischen Gesellschaften von Castagnola-Cassarate-Ruvigliana, Pregassona und Valsolda. Er wirkte an den Aktivitäten der Accademia musicale di Curio mit.[177]
- Paul Eugene Glass (* 19. November 1934 in Los Angeles), Komponist[178]